# Homonoia retusa
Homonoia retusa är en törelväxtart som först beskrevs av Robert Graham och Robert Wight, och fick sitt nu gällande namn av Johannes Müller Argoviensis. Homonoia retusa ingår i släktet Homonoia och familjen törelväxter. IUCN kategoriserar arten globalt som livskraftig. Inga underarter finns listade i Catalogue of Life.

## Bildgalleri

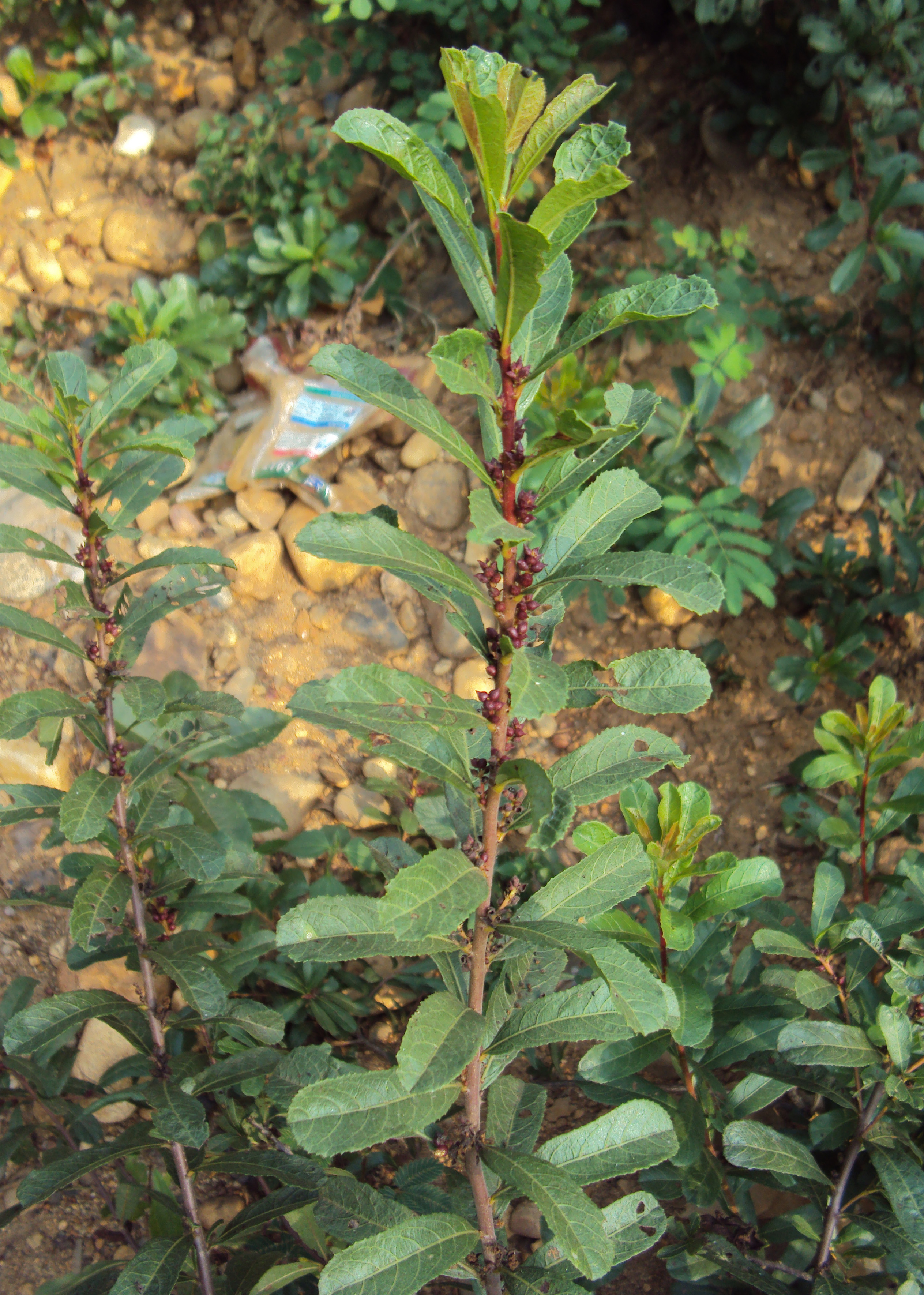
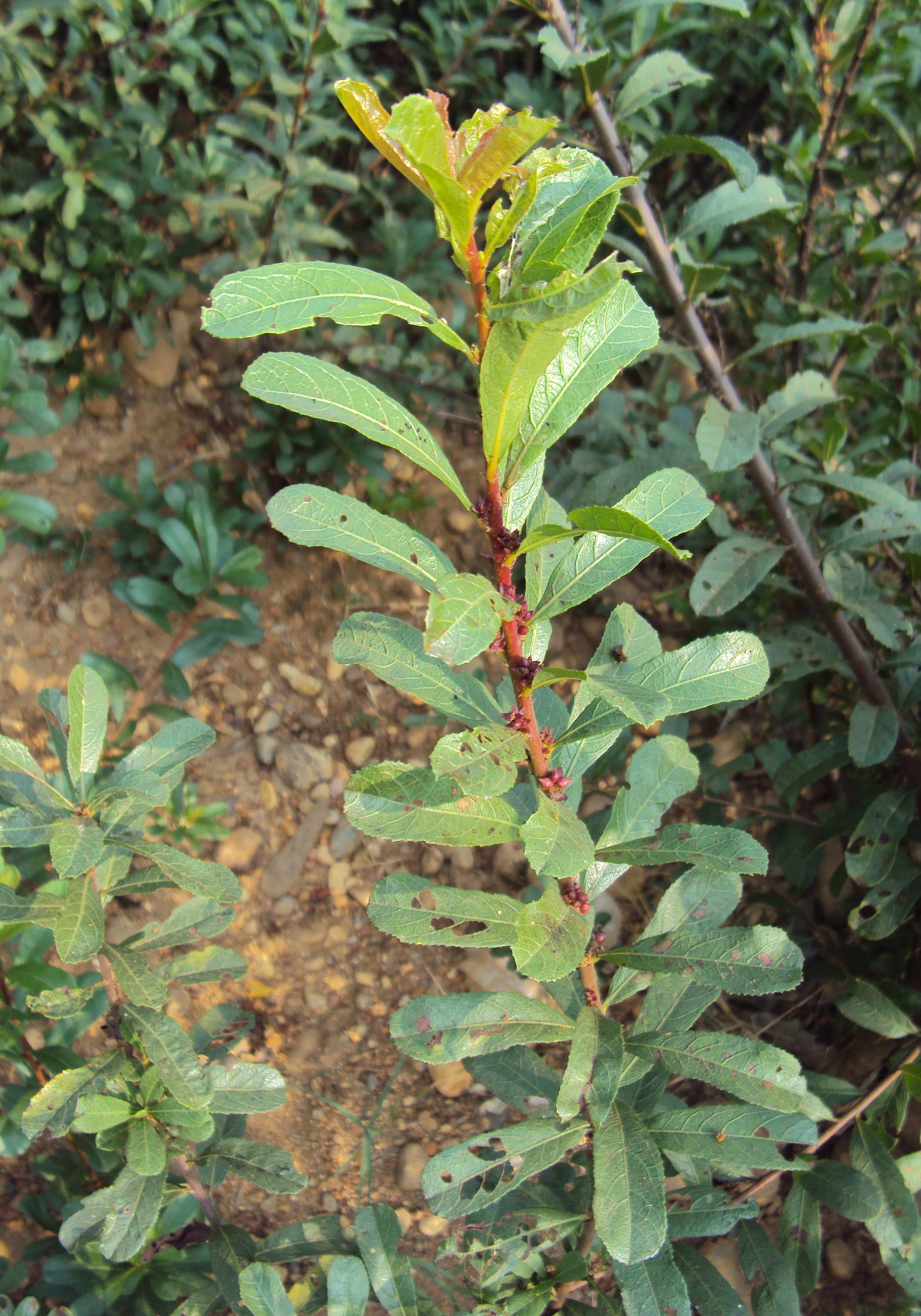
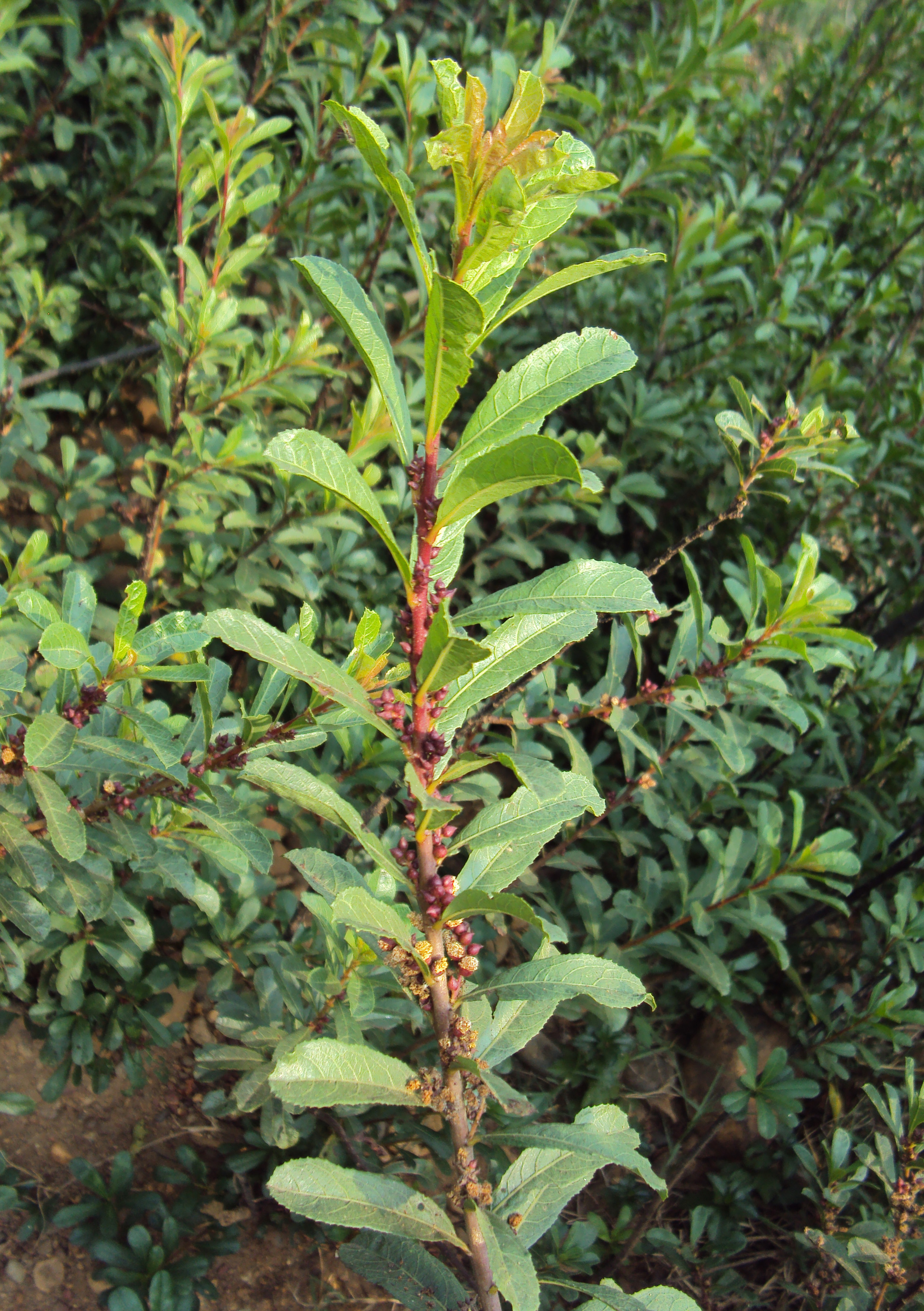
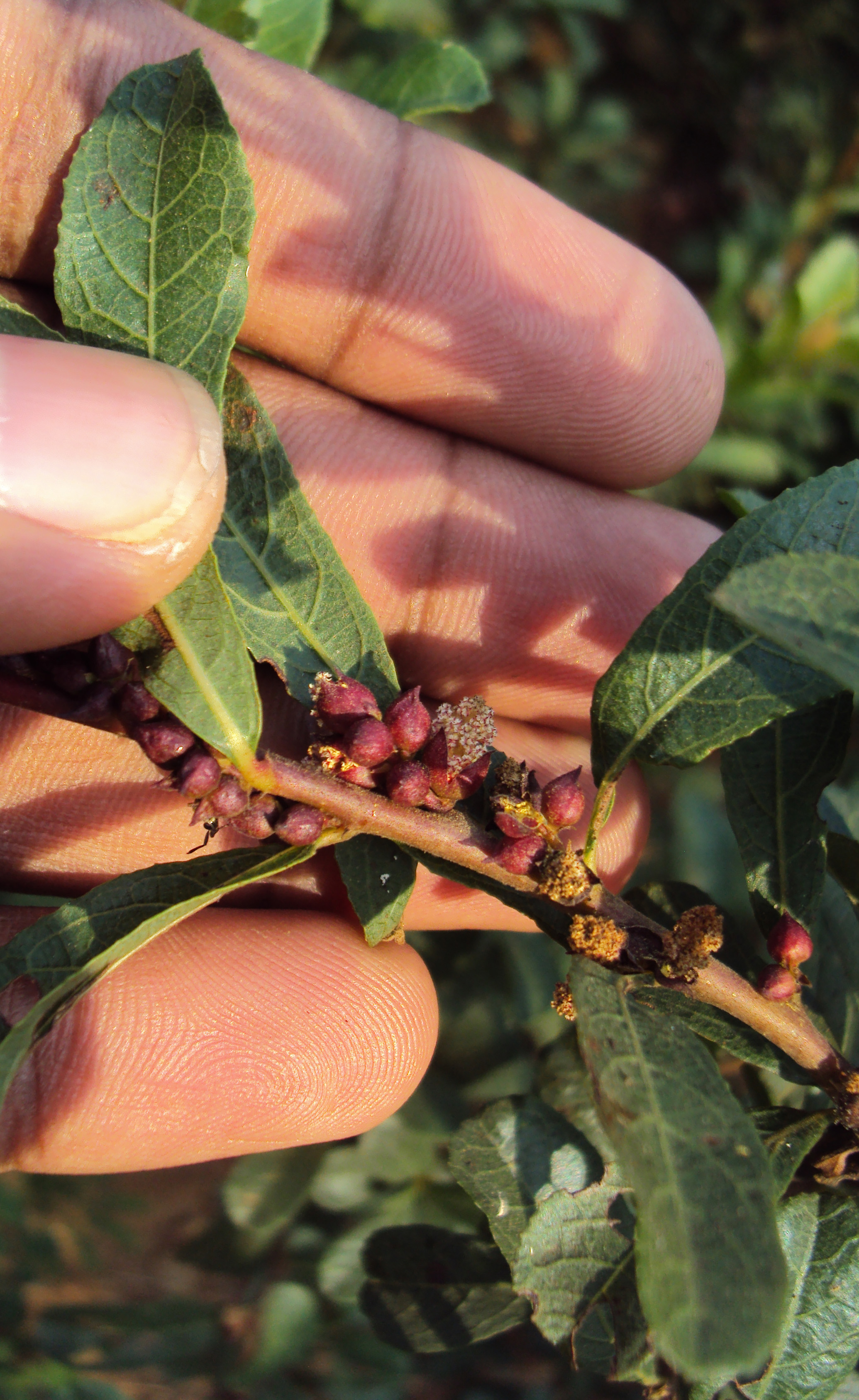